# 佐倉ユキ
佐倉 ユキ（さくら ユキ、9月23日 - ）は、日本の女性歌手。血液型はA型。愛知県あま市出身、名古屋芸術大学音楽学部卒業。

## 人物
愛称は「ユッキー」「ユキんこ」「ひめ」。アイドル・アニメソング系ソロ活動 / Pops系活動（ユニット・バンドコラボ）…2色のカラーをもつ。 「『ポップカルチャー』界をリードする新生歌姫」として東海地区を拠点にライブ、イベント出演。
アニメやアニメソングが大好きで、自身の楽曲が「アニソン」になることを目標に活動。パーソナリティを担当する『FMトワイライト』では、アニソンを紹介する「O・S・S(音楽は世界を救う)」のコーナーを展開。(FMトワイライト公開放送SP時に水木一郎氏が「ちゃおっすゼーット!」と言い登場)
小学生時代のあだ名とチャオから「ちゃおっす!」という挨拶用語を作る。
名古屋名物の手羽先をモチーフにした「手羽先ピース」を流行らそうとしている。愛知県あま市出身だが、生まれは愛知県岡崎市。
音楽大学を卒業し、音楽の教員免許資格をもっているという一面も。大学での恩師は田中範康、向谷実、岩本渡、ダニー・シュエッケンディック等。
地元愛知県清須市の清洲城の遊歩道記念タイルに、同じ愛知出身のソナーポケットと共にサインが書かれている。
同じ愛知県出身の漫画家種村有菜との交流もある。
『名探偵コナン』のファンで、作品プロデューサー吉岡昌仁のことを「アニキ」と呼び慕っている。
『新世紀エヴァンゲリオン』のファンでもあり、葛城ミサトの衣装でステージに上がることも。癒しは、自宅のペット、犬2匹・猫1匹・リス1匹。
幼い頃から音楽に触れてきていて、ライブではキーボード・ピアニカを演奏しながらステージに上がることも。基本的にソロでの活動がメインだが、サポートメンバーを迎えてのバンドスタイルでの出演(Catch The Smile)や、ダンサーとのステージもある。
コーラスディレクションや仮歌・作詞提供等、自身の楽曲以外での音楽活動も行う。音楽製作ユニット「Plan Melodica(プランメロディカ)」のボーカリストとしても活動。愛称「ぷらめろ」。

## 来歴
- 2006年（平成18年） - ステージデビュー(「妃千 さくら(きさち さくら)」名義)。インターネットラジオ・ライブ活動開始。
- 2007年（平成19年） - コンピレーションCD「Super Cosplesson」(KDSC-3001)でCDデビュー。
- 2008年（平成20年） - 「佐倉ユキ」と改名し、インディーズ活動開始。ライブ・イベント・メディアへ出演。
- 2009年（平成21年） - ライブアイドルからアニソンシンガーへ路線転向。
- 2010年（平成22年） - ソロ名義初のシングルCD「Overdrive/Escape」全国リリース。
- 2011年（平成23年） - NHK-FM「FMトワイライト」(18:00 〜 18:50生放送)金曜日レギュラーパーソナリティー。（2013年（平成25年）3月29日終了）
- 2012年（平成24年） - 東海ラジオ放送「ぽぷかる通信（東海ラジオ放送のアニメ・声優系の番組）」(26:30〜27:00)パーソナリティー。
- 2013年（平成25年） - エフエムななみ「佐倉ユキのサンサタRadio!」（土曜日20:00 〜 21:00放送）パーソナリティー。[9]
- 2019年（令和元年） - あまつりPR大使に任命される。

## 2009年（平成21年）以降
2009年（平成21年）
- コロムビアミュージックエンタテインメント携帯公式サイト"コロムビア♪"にて着うた配信デビュー（「Plan Melodica」名義、以後同名義でゲーム主題歌等の提供多数）を果たす[10]。
- いまじん（imagine）インストアライブMC、にっぽんど真ん中祭り(どまつり)参加チーム楽曲ボーカル担当等、マルチな活動を展開。
- 8月、東海ラジオ放送1332kHz/50 kW（親局出力は佐倉ユキの出身地である現在のあま市）「下川みくにのぐるっと東海エコめぐり」番組ゲスト出演。
- 9月、母校、美和高校全校生徒の前で講演&公演（740人動員）学祭ライブ出演。<ボトムライン（Bottom Line）担当PAが音響をサポート>　同ライブの様子が、中日新聞 尾張版頁に公演記事掲載・ケーブルTV（西尾張シーエーティーヴィ）にて公演の模様が放映にて1日6回(1週間)放送された。
- 10月に発売された、「Plan Melodica」3rtアルバム収録「Funny Days」が、PCゲーム「恋衣まずはコレ着て!」(Catear)のゲーム主題歌に楽曲起用決定、初タイアップ獲得となる。
- 10/11（日）横浜大さん橋ホールで開催「M3 (同人)-2009秋イベント」参加、CD新譜・旧譜を先行販売し開場から2時間で在庫完売。
- 東海地区でのCD発売は、株式会社いまじんグループのimagine、いまじん（複合型大型店、書籍・CD・DVD）、magical、マジカルガーデン（ゲーム・CD・DVD）系列の各店舗が新譜リリースをバックアップした。
- マジカルガーデン岐阜島店で発売日入荷分が即日完売、初日にてロングセラー商品としてコーナーPOP展開、AZ PARK.co,ltd.（株式会社アオキスーパー系列）アズパーク店、ウイングタウン岡崎店、中川戸田店の計4店舗でも3日間で店頭在庫、初回プレス完売。
- 10/26（月）発売、ナックルズEX12月号（株式会社大洋図書・ミリオン出版株式会社）カラー頁(71P)にライブ写真記事掲載。
- 10/29（木）発行、中日新聞尾張版頁に歌手活動プロフィール写真とともにいまじんでのCDアルバムリリース記事が掲載され、いまじん稲沢店、白揚ミタス伊勢店(三重県)、白揚鈴鹿店(三重県)、いまじん大垣店、いまじん瀬戸店、ディスパ東郷店、マジカルガーデン東松山店（埼玉県）他、グループ直営全店にてCD追加プレス分が入荷、取り扱い販売された。
- 11月　流行発信ホールディングス株式会社MID-FM（ミッドエフエム）FM 76.1 MHz（コールサインJOZZ6AX-FM）新番組『ブートレッグ・レディオ・ショー』ゲスト出演（11月10日生放送）<RADIOオンエア楽曲「Prayer (Plan Melodica)」、「Around the World (Plan Melodica)」>
- FM桐生（群馬県）コールサインJOZZ3BN-FM『ランチどきっ!』生電話ゲスト出演（11月26日生放送）

2010年（平成22年）
- 1月1日生放送『FMサウンドガレージ INDIES TRAIN』ゲスト出演。FM多摩川(神奈川県)/IRN(インターネットラジオ長野)
- 1月、エフエムとよた株式会社、ラジオ・ラブィート（RADIO LOVEAT）FM 78.6 MHz『MAGI★TALK』ゲスト出演(1月14日生放送)
- 2月、津軽三味線奏者『山口晃司』が結成したプログレッシブロックバンド『Act Kadenza (アクトカデンツァ)』の新譜『AWAKE』発売記念インストアライブ2月7日開催（株式会社白揚ミタス伊勢店）に司会兼、オープニングアクトとして応援出演。メンバーには同音大の後輩が所属（三重テレビ放送株式会社4月より放送「がばしょ」の番組収録を行った）。
- 西尾張シーエーティーヴィ株式会社（クローバーTV）「お出かけコンシェルジュ」〜バレンタイン企画〜出演（2月10日〜13日まで番組内で1日5回放送）
- 4月、『知多みるく×アニメイト』コラボ企画〜萌えるパワーで雇用不安をふきとばせ〜PRライブアニメイト名古屋イベント司会出演。
- 6月、「Plan Melodica」4thアルバム「DIAMOND」リリース（2010年6月4日全国一斉発売）販売メーカー：株式会社アメイジング D.C.（AMGエンタテインメント） アニメイト、ゲーマーズ、コミックとらのあな、いまじんグループ各店では特典（イラストカード又はイメージポスター）付きで数量限定発売。とらのあな公式サイト名古屋店、店舗案内の店内ギャラリー頁には来店模様とリリースコメントが掲載された。
- 同アルバムにはオープニング主題歌を桃井はるこが歌うALL-TiMEのADVゲーム「Candy Doll」セルワークス（3月26日発売）EDテーマ「アオゾラ」が収録されている、作詞とボーカルを担当した[11]。
- 岐阜エフエム放送株式会社（コールサインJOXV-FM）Radio 80「イブニングトリッパー」ゲスト出演（6月7日イオン大垣ショッピングセンターより公開生放送）
- 7月、エフエムとよた株式会社、ラジオ・ラブィート（RADIO LOVEAT）FM 78.6 MHz『MASAYOのマジカル☆ビューティー』ゲスト出演(7月8日生放送)
- FM桐生（群馬県）コールサインJOZZ3BN-FM『ランチどきっ!』生電話ゲスト出演（7月29日生放送）
- ninetail（ナインテイル）PCゲーム、ファンタジー学園RPG&SLG「遠望のフェルシス -Horizon of the earth and sky-」（7月30日発売）EDテーマにPlan Melodica「明日への扉」が楽曲起用されボーカルと作詞を担当した。同社よりオリジナルサウンドトラックCDが同時発売[12]、エンディングテーマ「明日への扉」が収録されている。
- 8月、名古屋今池ボトムライン（Bottom Line）出演、『Act Kadenza (アクトカデンツァ)』のメンバーがサポートしバンド演奏（8月27日）
- 第12回にっぽんど真ん中祭り(8/27(金)〜29(日)の3日間開催)参加チーム「半田エアロキッズ遊」の楽曲にボーカル参加（久屋大通公園会場メインステージに出演）

2011年（平成23年）
- 1月、中日新聞、県内版「夢へジャンプ」（1月11日付け）記事の中で全国区での活動を目指し名古屋から発信するアニソン歌手として取り上げられ、若者へ向けメッセージが掲載された。
- 2月、2005年日本国際博覧会跡地、愛・地球博記念公園（愛知県長久手町）にて2月13日に開催された愛知ポップカルチャーフェスタinモリコロパーク『ぽぷかる』ライブに出演（主催：愛知県、後援：文化庁）来場者数6000人、愛知ポップカルチャーフェスタ、ぽぷかる公式サイトに佐倉ユキの応援イラスト・メッセージ・サイン色紙が掲載されている[13]。
- 愛知北エフエム放送株式会社、毎週月曜日15時から17時放送の番組「祭食健美ラジオ」にゲスト出演（3月放送分まで）番組はUstream（ユーストリーム）でも同時配信。
- 4月、NHK-FM日本放送協会(NHK)名古屋82.5MHz親局（コールサインJOCK-FM）音楽番組「FMトワイライト」金曜パーソナリティ就任。NHK名古屋放送局、番組名「佐倉ユキのFMトワイライト」（4月1日より放送開始）祝日を除く毎週金曜の18:00 - 18:50 (JST)生放送（愛知・岐阜・三重・静岡・福井・石川・富山の各放送局に向けて生放送されている。）
- 7月、めいほうスキー場で開催された 『萌車フェスティバル2011』出演。ULTRA-PRISMと共演(「侵略!イカ娘」OP)。
- 12月、アニソン界の帝王水木一郎をゲストに迎えた、FMトワイライトスペシャル 『年末大感謝祭!』公開生放送で、水木一郎に「ちゃおっすだゼーット!」 と挨拶をしてもらう。アニソンについて共に語った後に歌唱[14]。

2012年（平成24年）
- 3月、「中京テレビチュウキョ〜くん春祭り」（3月17日(土) - 20日(火)オアシス21銀河の広場で開催）に出演。
- 3月、文化庁メディア芸術祭賞、アニメーション部門の大賞（2011年度）に選ばれ話題を呼んだテレビアニメ『魔法少女まどか☆マギカ』の世界を再現した『魔法少女まどか☆マギカ展』が名古屋会場20日から25日の6日間、名古屋市中小企業振興会館吹上ホールで開催され、24日(土)・25日(日)に行われた声優スペシャルトークショー（出演：巴マミ役水橋かおり、キュゥべえ役加藤英美里）のステージ司会進行を佐倉ユキが務めた[15]。
- 4月、中日新聞、市民版（4月30日付け）記事の中で、愛知発のポップカルチャーを発信したいとメッセージと共に栄ミナミ音楽祭に初出演することが取り上げられた[16]。
- 5月、中日スポーツ（5月2日付け）豊橋や名古屋で歌披露「エヴァの歌聴いてね」と、愛知在住のアニソンをカバーをする歌手として音楽活動が掲載された[17]。
- 9月、『Fate/Zero』展(名古屋会場)にて、川澄綾子さん、大原さやかさん出演のトークショーステージ司会進行を佐倉ユキが務めた[18]。
- 10月6日、毎週土曜日26時30分 - 27時に東海ラジオ内にて、パーソナリティーを務める『ぽぷかる通信』という番組が開始となる(12月8日からは、毎週土曜23時 - 23時30分に移動)。
- 11月23日、愛・地球博記念公園（愛知県長久手町）にて愛知ポップカルチャーフェスタinモリコロパーク『ぽぷかる2』開催、ライブ出演とステージ司会を担当（主催：愛知県、後援：文化庁）。翌日の中日新聞(県内版)にステージ写真と共にイベント記事が掲載された[19]。

2013年（平成25年）
- 4月13日、毎週土曜日20:00 - 21:00ににしおわりエフエム エフエムななみ（77.3MHz）にて「佐倉ユキのサンサタRadio!」レギュラー出演。

## ディスコグラフィ

### シングル
|          | 発売日         | タイトル                  | 規格品番  | 名義     |
| -------- | -------------- | ------------------------- | --------- | -------- |
| 限定販売 | 2008年9月23日  | Spacious Love☆            | -         | 佐倉ユキ |
| 1st      | 2010年12月10日 | Overdrive / Escape        | KDSA-1002 | 佐倉ユキ |
| 2nd      | 2012年9月7日   | SHINE OF BEAT             | KDSA-1006 | 佐倉ユキ |
| 3rd      | 2015年10月2日  | クロス∞ディストラクション | KDSA-1010 | 佐倉ユキ |

### シングル収録曲
- Spacious Love☆ (2008/09/23 限定CD)

1. Spacious Love☆
2. Spacious Love☆-instrumental-

- Overdrive/Escape (2010/12/10)

1. Overdrive
2. wanderer
3. プライド
4. Escape
5. Overdrive(instrumental)
6. Escape(instrumental)

※ 品番：KDSA-1002（2010年12月10日全国一斉発売）販売メーカー：AMGエンタテインメント（株式会社アメイジング D.C.）
※ レコチョク、オリコン、moraで、着うた、着うたフル、PCはiTunes Store、Amazon、TSUTAYA、Listen Japan(月刊ニュータイプNewtype Anime Music Download)より全曲配信。
- SHINE OF BEAT (2012/9/7)

1. SHINE OF BEAT
2. Eternal Memories〜イトシイキミヘ〜feat.TKp〜
3. 空と僕の物語
4. SHINE OF BEAT(instrumental)
5. Eternal Memories(instrumental)
6. 空と僕の物語(instrumental)

※ 品番：KDSA-1006（2012年9月7日全国一斉発売）販売メーカー：AMGエンタテインメント（株式会社アメイジング D.C.）
※ タイアップ情報…SHINE OF BEAT(M-1)「愛知ポップカルチャー聖地化計画」応援ソング
東海ラジオ『放送してみた!』4月エンディング曲
テレビ愛知「カミナリコゾウ」11月エンディング曲
- クロス∞ディストラクション (2015/10/2)

1. クロス∞ディストラクション
2. Moon drop-月ノ雫-
3. Bording,Bowling,Growin!
4. クロス∞ディストラクション(instrumental)
5. Moon drop-月ノ雫-(instrumental)
6. Bording,Bowling,Growin!(instrumental)

### アルバム
|                  | 発売日         | タイトル         | 規格品番  | 名義          |
| ---------------- | -------------- | ---------------- | --------- | ------------- |
| コンピレーション | 2007年2月7日   | Super Cosplesson | KDSC-3001 | 妃千さくら    |
| 1st              | 2008年10月13日 | Fastbreak        | -         | Plan Melodica |
| 2nd              | 2009年5月5日   | Cherry Chorus    | KDSI-1002 | Plan Melodica |
| 3rd              | 2009年10月14日 | RED SCREEN       | KDSI-1003 | Plan Melodica |
| 4th              | 2010年6月4日   | DIAMOND          | KDSA-1001 | Plan Melodica |
| 5th              | 2010年11月5日  | CLEAR PRISM      | KDSI-1005 | Plan Melodica |
| 6th              | 2011年6月3日   | AMUSE GENERATOR  | KDSA-1003 | Plan Melodica |
| 7th              | 2011年11月9日  | WHITE UNION      | KDSI-1007 | Plan Melodica |
| 8th              | 2012年5月9日   | OCTAVE           | KDSI-1008 | Plan Melodica |
| 9th              | 2012年11月7日  | NINE LIVES       | KDSI-1009 | Plan Melodica |
| 10th             | 2013年5月1日   | SPACE ZERO       | KDSI-1010 | Plan Melodica |
| 11th             | 2013年11月6日  | DEEP BLUE        | KDSI-1011 | Plan Melodica |

### アルバム収録曲
- Super Cosplesson (2007年2月7日)

1. Brand New
2. 恋をしようよ!

※ 品番：KDSC-3001（2007年2月7日発売）販売メーカー：株式会社ジャパンミュージックシステム
- Fastbreak / Plan Melodica （2008年10月13日）

1. Introduction-instrumental-
2. Daybreak
3. Friction
4. Interlude-instrumental-
5. Girly Pop　<ダンスゲーム「X-BEAT」楽曲提供>
6. In the rain <PCゲーム「魔女アリサの物語」楽曲提供>

※ 「Fastbreak」（2008年12月 - ）iTunes Store、Amazon.com、Napsterなどでアルバム配信リリース。
- Cherry Chorus / Plan Melodica （2009年5月5日）

1. Sakura Dreamin'
2. Around the World
3. 絆の翼
4. 心朱く-Instrumental-
5. Rhythm Addict
6. Sentimental Letter
7. Playing321-Instrumental-
8. キラキラブタイム☆
9. Jamming405-Instrumental-
10. Girly Pop(2009Remix)

※ 品番：KDIT-3004（2009年5月5日発売）販売：株式会社いまじん / 山野楽器WEB通販
※ 「Cherry Chorus」(2009/06 - )iTunes Store、Amazon.com、Napsterなどでアルバム配信リリース。
※ 「Around the World」(M2)コロムビアミュージックエンタテインメント(Columbia Music)携帯公式"コロムビア♪"より着うたフル配信。
- RED SCREEN / Plan Melodica (2009年10月14日)

1. Open Screen-inst-
2. Prayer
3. Everlasting
4. Sweet Sympathy
5. Funny Days　＜PCゲーム「恋衣(コイゴロモ)まずはコレ着て!」(catear)主題歌＞
6. Light and Dark-inst-
7. Rhythm Addict(Remix)

※ 品番：KDSI-1003（2009年10月14日発売）販売：株式会社いまじん / 山野楽器WEB通販
※ レコチョク、オリコン、moraで、着うた、着うたフル、iTunes Store、Amazon.comなどで全曲配信（2010年7月28日 - ）
- DIAMOND / Plan Melodica (2010年6月4日)

1. Diagonal -inst-
2. Ride Your Beat
3. アオゾラ ＜PCゲーム「Candy Doll」（ALL-TiME）EDテーマ＞
4. Black Angel
5. Spatial -inst-
6. 浮遊空間
7. Friction（DIAMOND Remix）
8. 絆の翼（IAMOND Remix）

※ 品番：KDSA-1001（2010年6月4日全国一斉発売）販売メーカー：AMGエンタテインメント（株式会社アメイジング D.C.）
※ アニメイト、ゲーマーズ、とらのあな、いまじん各店では特典付きで数量限定発売。
※ レコチョク、オリコン、moraで、着うた、着うたフル、PCはiTunes Store、Amazon.com、TSUTAYA、Listen Japan(月刊ニュータイプNewtype Anime Music Download)より全曲配信（2010年7月28日 - ）
- CLEAR PRISM / Plan Melodica (2010年11月5日)

1. Clear -inst-
2. Garden　<ダンスゲーム「X-BEAT」楽曲提供>
3. White Jewel
4. Magic Wand　<ダンスゲーム「X-BEAT」楽曲提供>
5. Prism -inst-
6. Sweet Sympathy(CLEAR PRISM Remix)
7. Walk on

※ 『White Jewel』(M3)が、クレオフーガ「クリスマスコンテスト」歌もの(バラード系)部門で優秀賞。
※ 品番：KDSI-1005（2010年11月5日発売）販売：株式会社いまじん / 山野楽器WEB通販 / amazon.co.jp
※ レコチョク、オリコン、moraで、着うた、着うたフル、PCはiTunes Store、Amazon.com、TSUTAYA、Listen Japan(月刊ニュータイプNewtype Anime Music Download)より全曲配信。
- AMUSE GENERATOR / Plan Melodica (2011年6月3日)

1. Introduction_AG -inst-
2. Little by Little
3. Stardust
4. Run Run School!＜PCゲーム「Mてぃーちゃー」(ALL-TiME)主題歌＞
5. Dance in the Dark
6. Interlude_AG -inst-
7. Around the World(Remix)

※ 品番：KDSA-1003（2011年6月3日全国一斉発売）販売メーカー：AMGエンタテインメント（アメイジング D.C.）
- WHITE UNION / Plan Melodica (2011年11月9日)

1. Opening(Inst)
2. Unison Wing
3. ナゾ・トキ
4. 浮遊空間(Remix)
5. Twinkle Driver
6. Magic Wand(Remix)
7. ひとつなぎ
8. Closing(Inst)

※ 品番：KDSI-1007（2011年11月9日発売）販売：株式会社いまじん / とらのあな / amazon.co.jp
- OCTAVE / Plan Melodica (2012年5月9日)

1. God Bless You!
2. Happy Whip
3. Encounter
4. Octagon -Inst-
5. Regret(PlaMelo Ver.)
6. Stardust(Remix)

※ 品番：KDSI-1008（2012年5月9日発売）販売：株式会社いまじん / とらのあな / amazon.co.jp
- NINE LIVES / Plan Melodica （2012年11月7日）

1. Judgement
2. Galaxy Trip （PlaMelo Ver.）
3. Twilight
4. Uta-Hime （PlaMelo Ver. ）
5. Twinkle Driver (Remix)
6. Ninelives -Inst-

※ 品番：KDSI-1009（2012年11月7日発売）

### その他
- ゲーム『遠望のフェルシス〜Horizon of the earth and sky〜』オリジナルサウンドトラック（ninetail）
  - EDテーマ『明日への扉 /PlanMelodica』収録

## 歌詞提供等
- 星崎なみ（シンガー）
  - 『Melodia』(2008.8.6)キーボード&コーラスディレクション
- 知多みるく&知多娘。（キャラクター）
  - 『コトバの魔法(半田酔子/CV:山崎理沙)』作詞　＜キャラクターズアルバム『夢≠目標』(2010年2月20日)収録＞
  - 『One day〜ぷらっとHOME〜（常滑セラ/CV:村井理沙子）』作詞　＜『知多娘。キャラクターズアルバムvol.2-泣かないでキャミソール-』（2011年9月9日 KDSA-1004）収録＞
- WE LOVE（アスリート系リアルアイドル）
  - 『Dreme is Believe』作詞
  - 『ハイ☆タッチ』『Twinkle Star』作詞 ＜1stシングル『閃光アクション』(2013年3月6日 FJRC-0007)収録＞

## ラジオ
- 「FMトワイライト」(NHK-FM：2011年4月 - 2013年3月29日)
- 「ぽぷかる通信」（東海ラジオ：2012年10月 - ?）毎週土曜日26:30 - 27:00（12月8日からは毎週土曜日23:00 - 23:30）
- 「佐倉ユキのサンサタRadio!」（エフエムななみ：2013年4月13日 - ）毎週土曜日22:00 - 23:00（※ 2013年（平成25年）までは毎週土曜日20:00 - 21:00、再放送：翌日22:00 - 23:00）